# Герберт, Джордж, 13-й граф Пембрук
Джордж Роберт Чарльз Герберт, 13-й граф Пембрук, 10-й граф Монтгомери (англ. George Robert Charles Herbert, 13th Earl of Pembroke, 10th Earl of Montgomery ; 6 июля 1850 — 3 мая 1895) — британский дворянин и консервативный политик, известный как лорд Герберт из Ли с 1861 по 1862 год. Он занимал пост заместителем государственного секретаря по вопросам войны в правительстве Бенджамина Дизраэли (1874—1875).
Титулы: 2-й барон Герберт из Ли, Уилтшир (с 2 августа 1861), 13-й граф Пембрук (с 25 апреля 1862), 10-й граф Монтгомери (с 25 апреля 1862), 13-й барон Герберт из Кардиффа, Гламорган (с 25 августа 1862), 10-й барон Герберт из Шерленда, Кент (с 25 августа 1862 года.

## Биография
Родился 6 июля 1850 года в Лондоне. Старший сын Сидни Герберта, 1-го барона Герберта из Ли (1810—1861), единственного сына Джорджа Августа Герберта, 11-го графа Пембрука (1759—1827), от его второй жены Кэтрин (урожденной графини Воронцовой). Его матерью была Элизабет Герберт, баронесса Герберт из Ли (1822—1911), дочь генерал-лейтенанта Чарльза Эша А’Корта. Получил образование в Итонском колледже.
2 августа 1861 года после смерти своего отца Джордж Герберт унаследовал титул 2-го барона Герберта из Ли. В следующем 1862 году после смерти своего дяди, Роберта Герберта, 12-го графа Пембрука (1791—1862), не оставившего законных наследников, он унаследовал титулы 13-го графа Пембрука и 10-го графа Монтгомери.
Лорд Пембрук занимал пост заместителя государственного секретаря по вопросам войны с 1874 по 1875 год во второй консервативной администрации Бенджамина Дизраэли.
Лорд Пембрук больше никогда не вступал в должность и редко выступал в Палате лордов, но он продолжал проявлять живой интерес к государственным делам, как имперским, так и внутренним, и выражал свои взгляды на Ирландию через различные периодические издания и в выступлениях по стране. Он принимал ведущее участие в волонтерском движении. Он твердо верил в преимущества технического обучения и доказал это на практике, построив и обеспечив техническую школу Пембрука недалеко от Дублина. Был командиром добровольческого батальона Южного Уилтшира. Он был попечителем Национальной портретной галереи с 1887 по 1895 год.

## Семья
19 августа 1874 года лорд Пембрук женился на леди Гертруде Фрэнсис Четвинд-Толбот (21 марта 1840 — 30 сентября 1906), дочери Генри Четвинд-Толбота, 18-го графа Шрусбери, и леди Саре Элизабет Бересфорд (1807—1884). Их брак был бездетным.
Граф Пембрук скончался во Франкфурте 3 мая 1895 года в возрасте 44 лет, и ему наследовал его младший брат достопочтенный Сидни Герберт. Графиня Пембрук умерла в сентябре 1906 года в возрасте 66 лет.